# Intá
Intá (del ruso: Инта́) es una ciudad de la República Komi, en Rusia. Está situada unos 666 km al nordeste de Siktivkar y a 236 km al sudoeste de Vorkutá. Administrativamente, la ciudad está subordinada de un modo directo a la república. La mayor parte de sus 30 100 km² de término se encuentra poco poblada. Su población se elevaba en 2008 a 35 240 habitantes. La ciudad cuenta con un aeropuerto, situado 2 km al norte.

## Historia
Intá  fue fundada en 1940 como base para una expedición geológica que buscaba yacimientos de hulla y lugares adecuados para proyectos mineros. Intá, por tanto, se desarrolló gracias a la explotación del carbón. El nombre de la ciudad tiene su origen en el idioma nenezo, y quiere decir "lugar con abundante agua". Tiene estatus de ciudad desde 1954. Durante el período soviético, se estableció un campo de concentración del Gulag en las inmediaciones de Intá. Una de sus reclusas fue la mujer del compositor Serguéi Prokófiev, la española Lina Prokófiev.

## Demografía
| 1959   | 1970   | 1979   | 1989   | 1992   | 2002   | 2006   | 2008   |
| ------ | ------ | ------ | ------ | ------ | ------ | ------ | ------ |
| 45 200 | 50 200 | 50 900 | 60 200 | 60 700 | 41 217 | 37 501 | 35 240 |

## Cultura y lugares de interés
En Intá hay un museo de historia local. En la cercana población de Petrun, que pertenece a su término municipal, existe un museo histórico-etnográfico.

## Economía y transportes
La explotación hullera ha sido siempre decisiva para localidad. Sin embargo, la crisis económica después de la disolución de la Unión Soviética hizo que a finales de la década de 1990 solo sobreviviera una explotación (Intínskaia de la empresa Intaúgol) de las seis que había antes, lo que explica en una gran parte la importante disminución de habitantes de la ciudad. Además existen empresas de los sectores de la construcción y de la madera.
La ciudad está a 10 km de la estación Intá 1 (en el asentamiento de tipo urbano de Vérjniaia Intá), del Ferrocarril del Pechora. Un ramal une esta estación con la ciudad (estación Intá 2), aunque mueve solo tráfico de mercancías.